# Поділ (Харків)

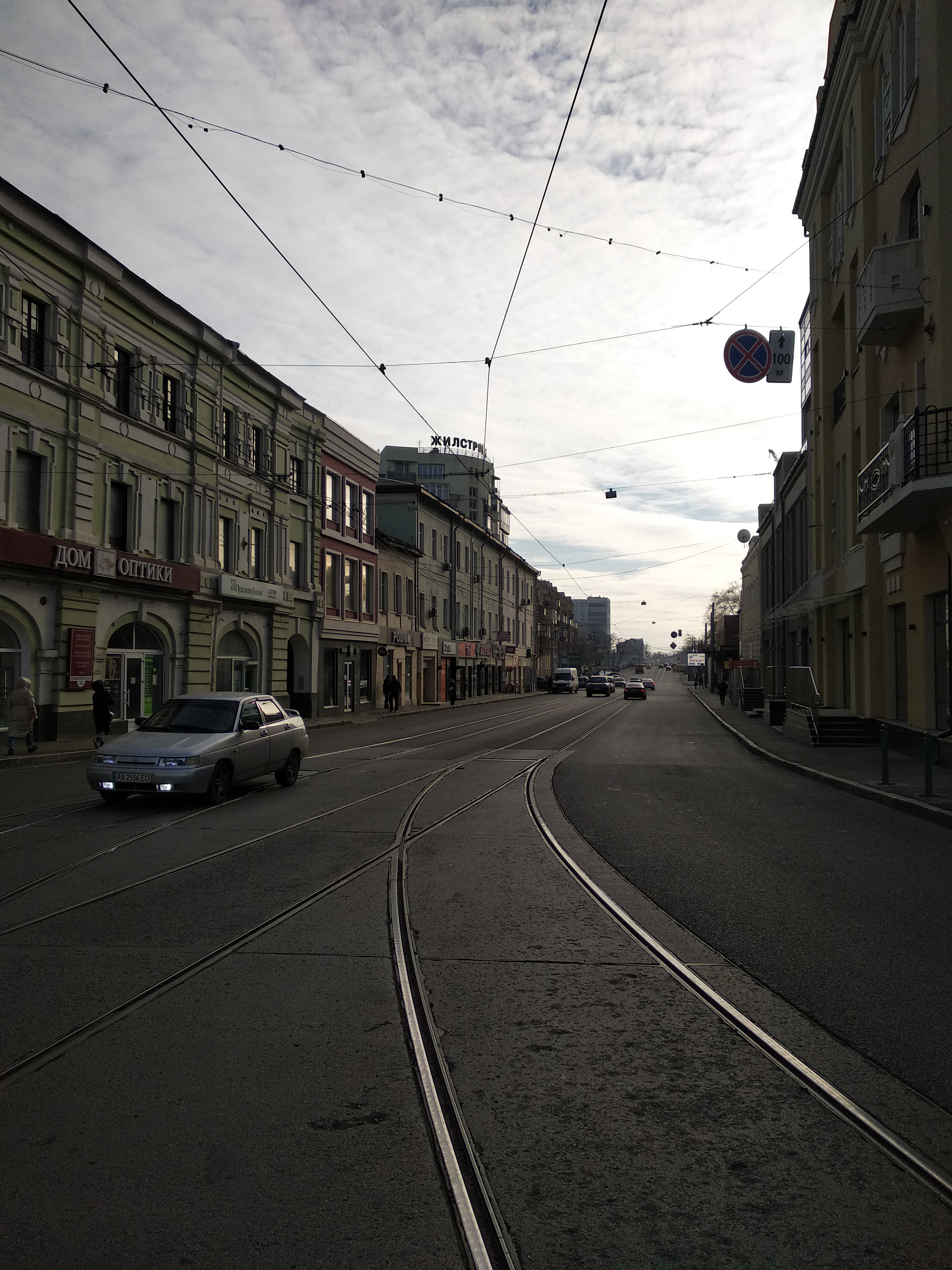
Університетська вулиця

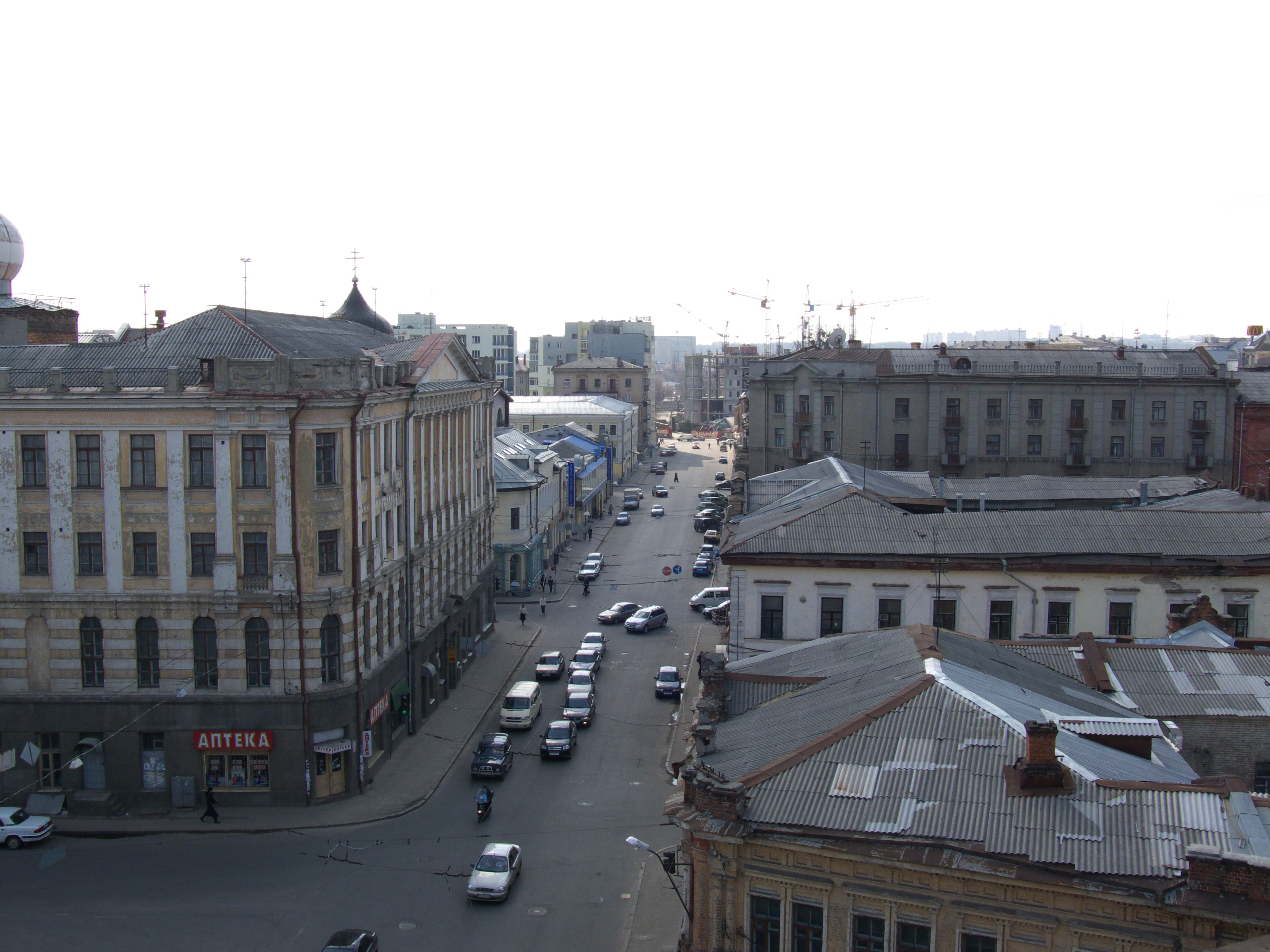
Кооперативна вулиця

Поділ — історичний район в центрі міста, обмежений річками Харків і Лопань, а також Вірменським провулком і Павлівським майданом. Виник в середині 17 століття, невдовзі після побудови Харківської фортеці на Університетській гірці. Цей район включає в себе Кооперативну вулицю з навколишніми вулицями і провулками. Значна частина забудови — будинки 19 століття. Історично Поділ був переважно торгово-ремісничим районом.

## Харківська фортеця
Поділ, як район міста Харкова виник одразу з побудовою фортеці. На території фортеці люди не жили. Тут розміщувалися адміністративні та господарські установи, соборна церква. Житлові будинки будували в прилеглих слободах. Вже в 1650-ті роки почалося заселення території між фортечною стіною і річкою Харків яка отримала назву Поділ.
У XVII столітті передмістя оточувала стіна з дубових кілків, але більш надійним захистом виступали річки і болота, що знаходились навколо. По руслу річки Харків знаходилися 5 островів, 3 з яких розташовувалися в районі Подолу. Великі острова мали власні назви і використовувалися харків'янами.
Дмитро Багалій та Дмитро Міллер в книзі «Історія міста Харкова за 250 років його існування» відзначали, що в XVIII столітті Харків складався з міської частини — територія Університетської гірки, де в XVII столітті існувала фортеця, безпосередньо примикав до неї Поділ, Захарківська і Залопанська слободи.

## Річка Харків
Природною межею Подолу слугувала річка Харків. В XVII—XVIII століттях річка виглядала інакше. У межиріччі розташовувалися шість озер, одне — в районі Університетської вулиці. Місцевість Подолу була болотистою і сирою, що призводило до повеней. Для боротьби з затопленнями укріпили береги р. Харків і р. Лопань, змінили їх русла, а болота осушили.
На Василівському острові, що існував до першої половини XIX століття, поряд з сучасним Подільським мостом, влаштовувались святкові гуляння і відпочивали городяни. При проведенні гідротехнічних робіт острів зник з карти Харкова. Русло річки Харків робило петлю в південному напрямку, досягаючи сучасної Гольдберговської вулиці, і поверталося назад. Ближче до міста розташовувалась протока, яку називали Нетеча. У книзі «Історія міста Харкова за 250 років його існування» Дмитро Багалій та Дмитро Міллер призводять опис течії річки в XVIII столітті.
З кінця XVIII століття русло річки Харків має  сучасний вигляд. Назва Нетеча закріплюється вже за рядом болот та озер, які залишилися від колишньої течії р. Харків. Ця назва збереглася на карті — в назвах Нетеченських набережної, вулиці та бульвару.

## Особливості забудови
У XVII і XVIII століттях будинки на Подолі зводили переважно з дерев'яних, низьких хат-мазанок. В одній половині будинку жили господарі, а в другу тримали для гостей.
У XVIII столітті з'являються кам'яні двоповерхові будинки. З  1768 року будівництво на Подолі в Харкові стає більш організованим. Сучасний вигляд район набув у другій половині XIX століття в ансамблі вулиць Кооперативної, Кузнечної і дотичних провулків.
Поділ залишався одним з найбільш густонаселених районів Харкова. Тут селилися козаки і міщани міської сотні, ремісники і купці. На Подолі був власний ринок — Сінний, а з кінця XVIII століття — Рибний. Зростала кількість крамниць, землі переходили у власність харківських купців. Частина Плетньовського провулка, в XIX столітті належала купцеві Ломакіну, потім купцям Костюріну і Боровкову.

### Павлівський майдан
Архітектурною пам'яткою Подолу став великий будинок купця Павлова, з 1830-х років він дав назву майдану — Павлівський. У 1868—1874 рр. в ньому розміщувався Малий театр, пізніше готель «Гранд-Готель». Павлівський майдан вважається одним з найстаріших в місті. Він виник на місці базарної ярмарки. Саме тут був головний торговий майданчик міста, який пізніше перемістили на територію сучасного Центрального ринку. На цій площі проводилися щорічні Покровський і Успенський ярмарки. Наприкінці 1830-х років купець Савелій Павлов, який почав кондитерське виробництво в Харкові, побудував на площі кам'яний магазин. У цей час площу стали називати Павлівською.

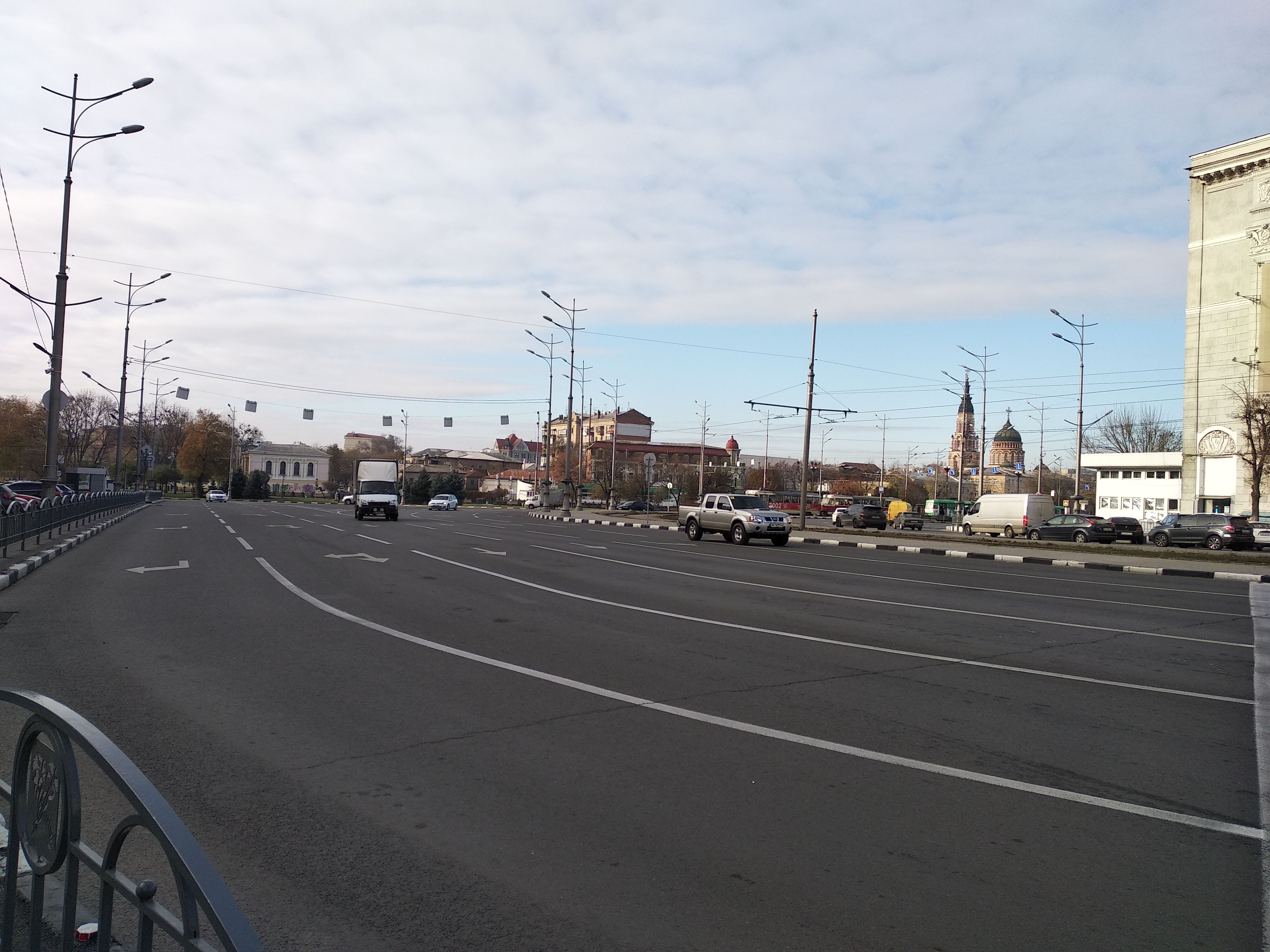
Павлівський майдан

Павлов почав і введення фіксованих цін в місті. На базарах тоді не було цін на товари, доводилося торгуватися. Павлов заявив, що торги дуже стомлюють і встановив у власній крамниці фіксовані ціни. Він викупив ціле поле на іншому краю міста. Цю територію зараз називають Павловим Полем. На Павлівському майдані розташовувався верстовий стовп. У народі його називали «ганебним»: поруч з ним сікли злодюжок і невірних дружин.

### Троїцька церква
Однією з найстаріших будівель Харківського Подолу є Троїцька церква в Троїцькому провулку. Перший дерев'яний храм існував на цьому місці з 1659 року. У 1758—1764 роках звели нову трибанну кам'яну церкву з пов'язаною з нею дзвіницею. Ця храмова будівля в незмінному вигляді проіснувала сторіччя.
Архітектура церкви не змінювалася, а зовнішній вигляд харківських вулиць зазнав змін. Вимощені каменем на початку XIX століття вулиці Подолу почали підніматися над рівнем площі, де стояв храм. Під час відлиг і сильних дощів вода з Рибної вулиці затоплювала церкву. В 1850-х роках постала необхідність в будівництві нової будівлі для Троїцької церкви, фундамент нового храму заклали 7 липня 1857 року. Автором проєкту нової Троїцької церкви виступив харківський міський архітектор, академік архітектури Андрій Тон. Будівництво тривало близько двох років. Ще 2 роки займались внутрішнім оздобленням храму. Освячення головного престолу відбулося 24 вересня 1861 року. В 1917 року Троїцький храм припинив своє існування, а в будівлі розпочала роботу хлібопекарня. Тільки в 1992 році будівлю церкви передано єпархії і в ньому відновлені богослужіння.

## Вулиці та площі

### Кооперативна вулиця
Кооперативна вулиця (історична назва - Рибна вулиця) є центральною і найстарішою вулицею харківського Подолу. Її виникнення сягає кінця XVII століття, коли вона називалася Подільською. У XVII—XVIII століттях тут торгували сіном. В середині XIX століття на вулиці з'явилися магазини рибопромисловців з Ростова-на-Дону, а в її західній частині з'явився великий Рибний ринок. Рибні ряди проіснували на цьому місці до 1960 року. У XX столітті на вулиці почав роботу Центральний робочий кооператив, змінилося призначення інших будівель, з'являються фінансові та державні установи.

### Кузнечна вулиця

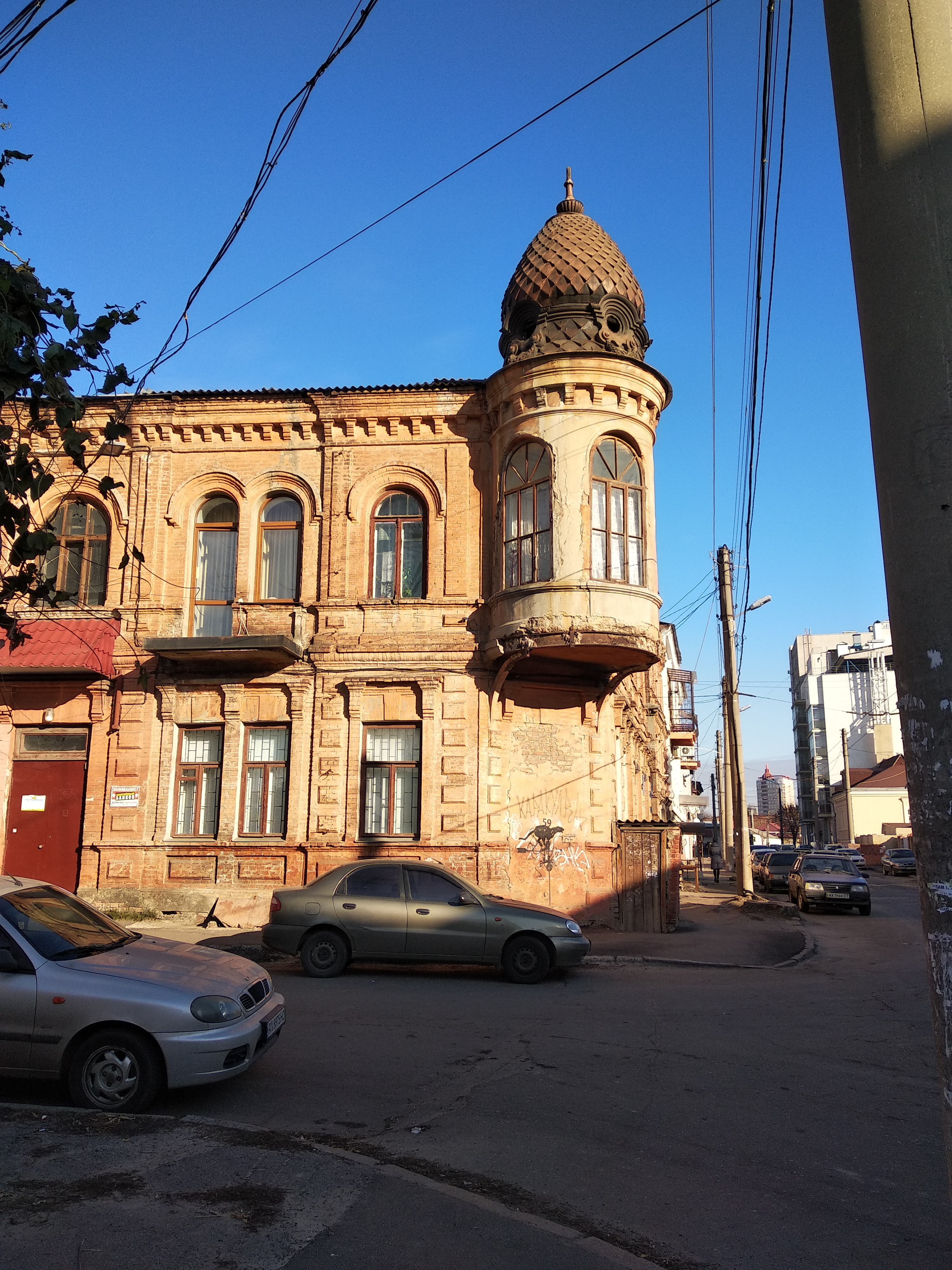
Кузнечна вулиця

Кузнечна вулиця виникла наприкінці XVII століття. На початку XVIII століття, коли Поділ обнесли валом і ровом, поблизу Лопатинського провулка стояла сторожова вежа. Довгий час вулиця не мала назви. Тільки в 1763 році в зв'язку з перенесенням сюди ковальських рядів її почали називати Кузнечною. Тут була побудована перша в Харкові електрична станція, що забезпечила місто електроенергією.

### Плетнівський провулок
Плетнівський провулок об'єднує Кузнечну вулицю та Павлівський майдан. Будинок № 7. Будівництво було закінчено в 1916 р Стиль — модерн. Архітектор — Гінзбург Олександр Маркович (1876—1949). Раніше це був житловий будинок, нині в ньому розташовується 24-а Міська Дитяча клінічна лікарня (стаціонарне відділення).

### Провулок Короленка
Провулок Короленка (історично - Миколаївський провулок). 1921 року провулок названо ім'ям російського письменника Володимира Короленка. Район між сучасним проспектом Героїв Харкова, провулком Короленка та Кооперативною вулицею займало озеро. На розі провулка і нинішнього проспекту перебувала велика садиба, що належала, за даними 1783, Харківському казенному училищу.

### Костюринський провулок
Сергій Костюрін, в честь якого названо Костюринський провулок, був одним з найуспішніших купців першої гільдії в середині 19 століття. Костюрін кілька разів обирався на посаду гласного Міської Думи і два трирічних терміни був міським головою, був знаним меценатом. С. Костюрін доклав зусилля до багатьох важливих будівель в місті, робив багато пожертвувань.

### Лопатинський провулок
Лопатинський провулок з'явився наприкінці XVIII ст. Істотну роль в плануванні вулиць зіграли нові власники дворових місць, торговці, для яких близькість до місця проведення базарів і ярмарок була в пріоритеті. Це зіграло роль в забудові Подолу. Лопатинська вулиця (зараз — провулок) в 1804 році отримала ім'я колезького асесора Бориса Лопатинського. Домоволодіння під № 4 по Лопатинському провулку збереглося. Сьогодні ця будівля входить в число пам'яток архітектури, але потребує реставрації.

## Відомі будівлі
- Центральний універмаг (будинок № 1/3) був побудований в 1933 р на місці торгових рядів і став першим в Харкові. Архітектором першого проєкту був А. В. Лінецький.

- Дев'ятиповерховий житловий будинок № 5 (будинок Гіпрококсу) з магазинами розташований між вулицями Квітки-Основ'яненка і Університетською. Побудований в 1954—1955 рр., Архітектори будинку — В. П. Костенко, Б. Г. Клейн і Н. В. Згурська.

- Будинок № 10 побудований в 1910—1913 роках архітекторами Н. В. Васильєвим і А. І. Ржепішевським. У ньому розміщуються банки, офіси, контори та магазини,

- Будинок 4, Харків. Тут був готель «Асторія». Одна з перших в місті будівель з залізобетонним каркасом поєднує конструкції з великою кількістю скульптур (атлантів) і прикрас. Загальний силует будинку визначається високим фронтоном над головним виходом, різновисокими еркерами і кутовим куполом.

- Будинок № 6 — Торгово-фінансовий технікум і закусочна «Макдональдс».

- Житловий будинок № 4 побудований як Селянський будинок в 1912 р архітектором Б. Н. Корнєєнком, і тому має риси української народної архітектури. У ніші поміщений бюст Т. Шевченка.

### Харківська кенаса
Харківська кенаса — культова споруда караїмів, пам'ятник архітектури кінця XIX століття. Місцезнаходження: м. Харків, ріг Подільського провулку  і Кузнечної вулиці, №24 .
На Поділі перші караїмські родини оселилися у 40‑х роках ХІХ століття. Харківська караїмська кенаса з'явилася у 1853 році у Подільському провулку і розташовувалася у приватному будинку Ізмайлових. Молитовний будинок караїмів був затверджений урядом у 1873 році. У 1891—1893 рр. на розі Подільського провулку та Кузнечної вулиці коштом караїмських родин за проєктом відомого архітектора Б. С. Покровського було побудовано караїмську кенасу.

## Галерея

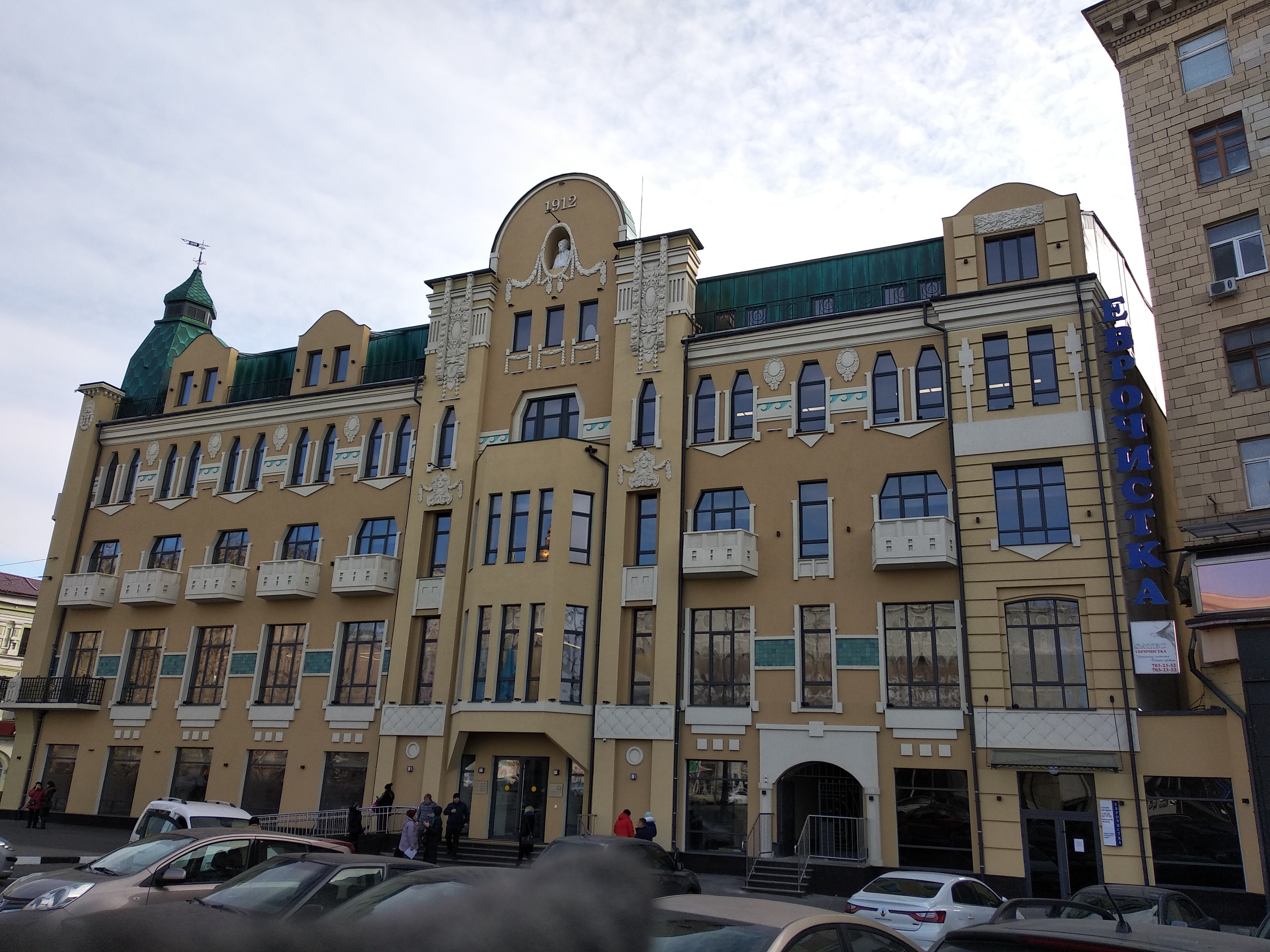
Павлівська площа, 4.
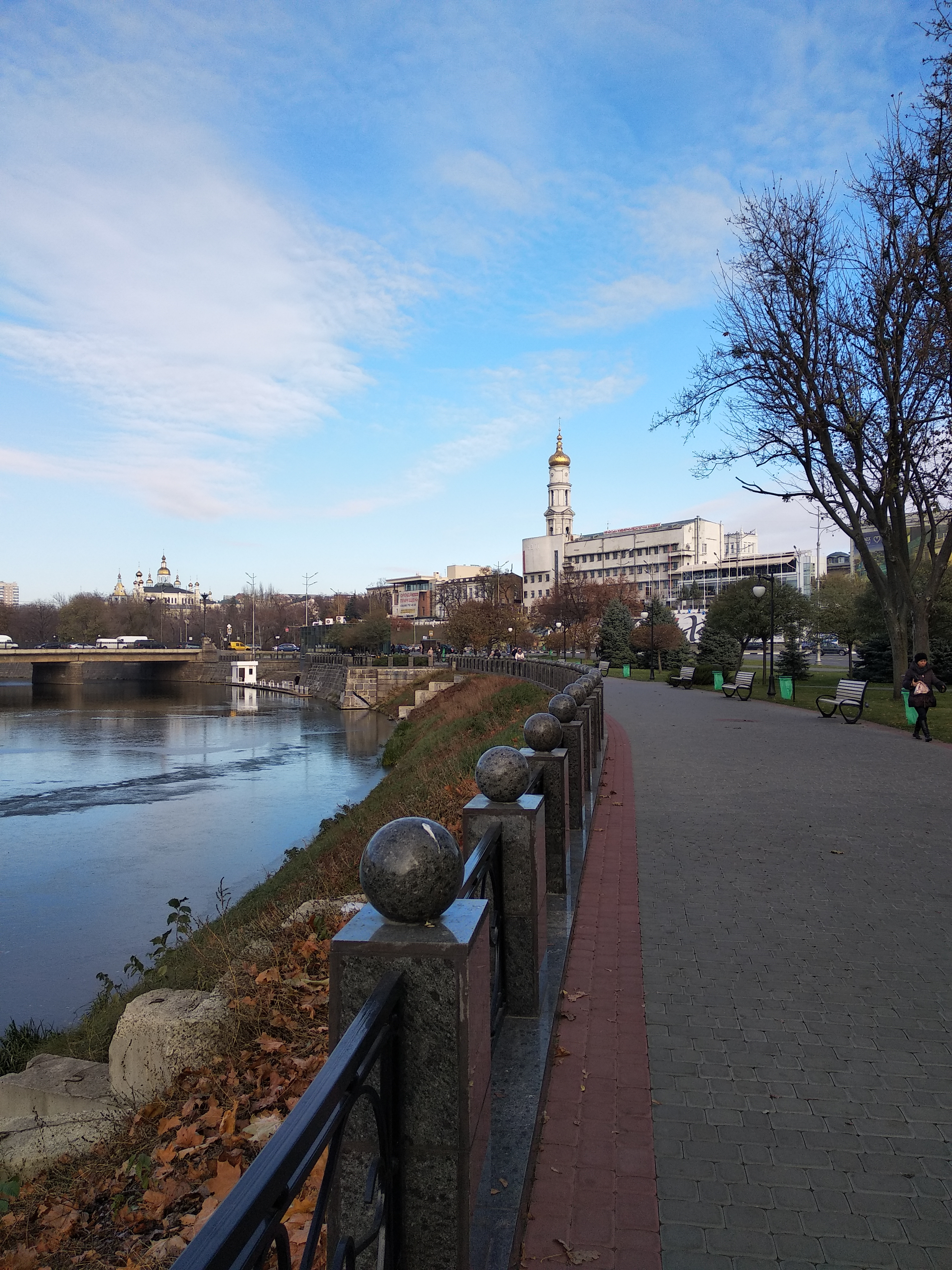
Набережна. Парк "Стрілка".
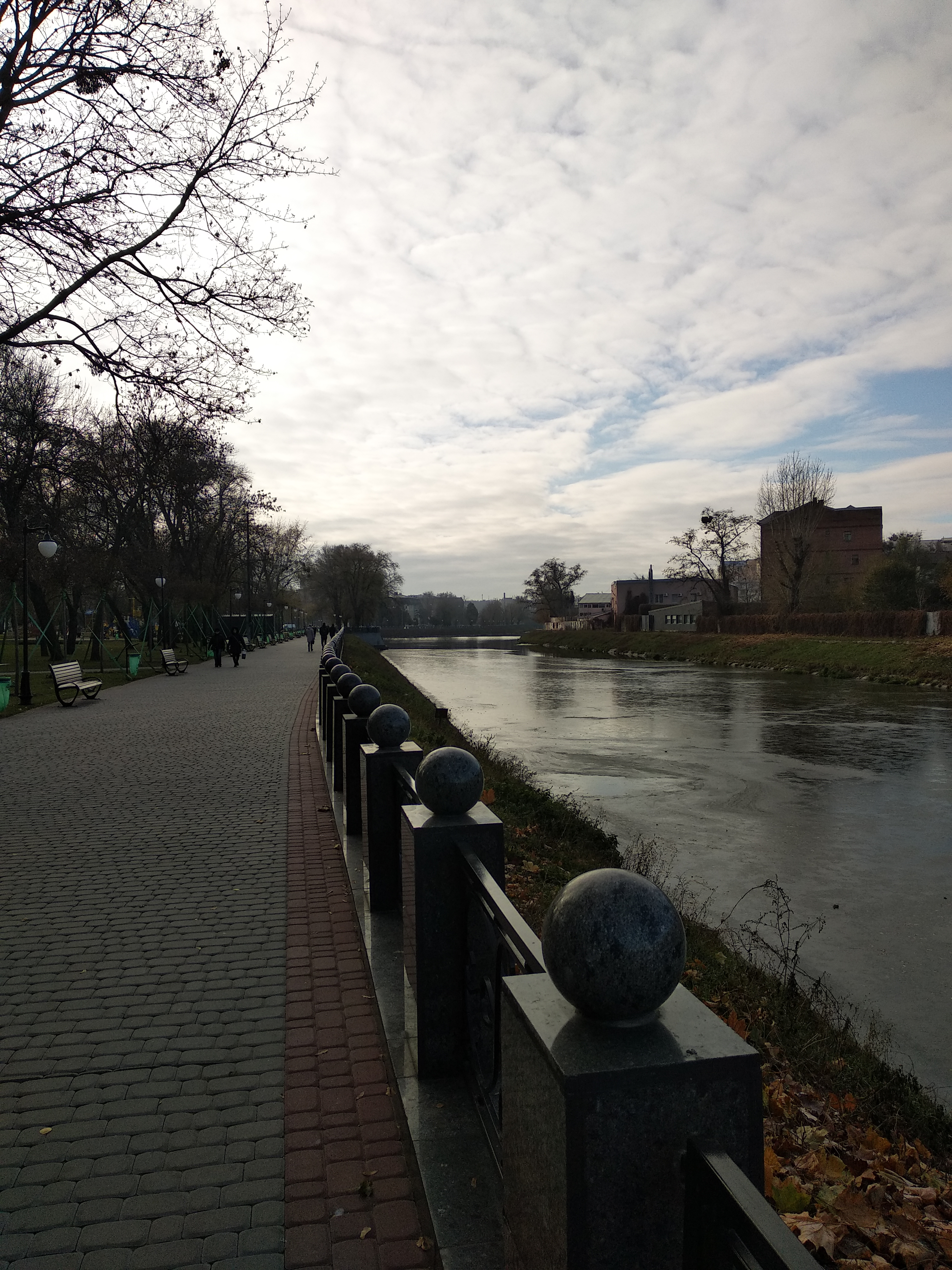
Улюблене місце відпочинку харків'ян - набережна.
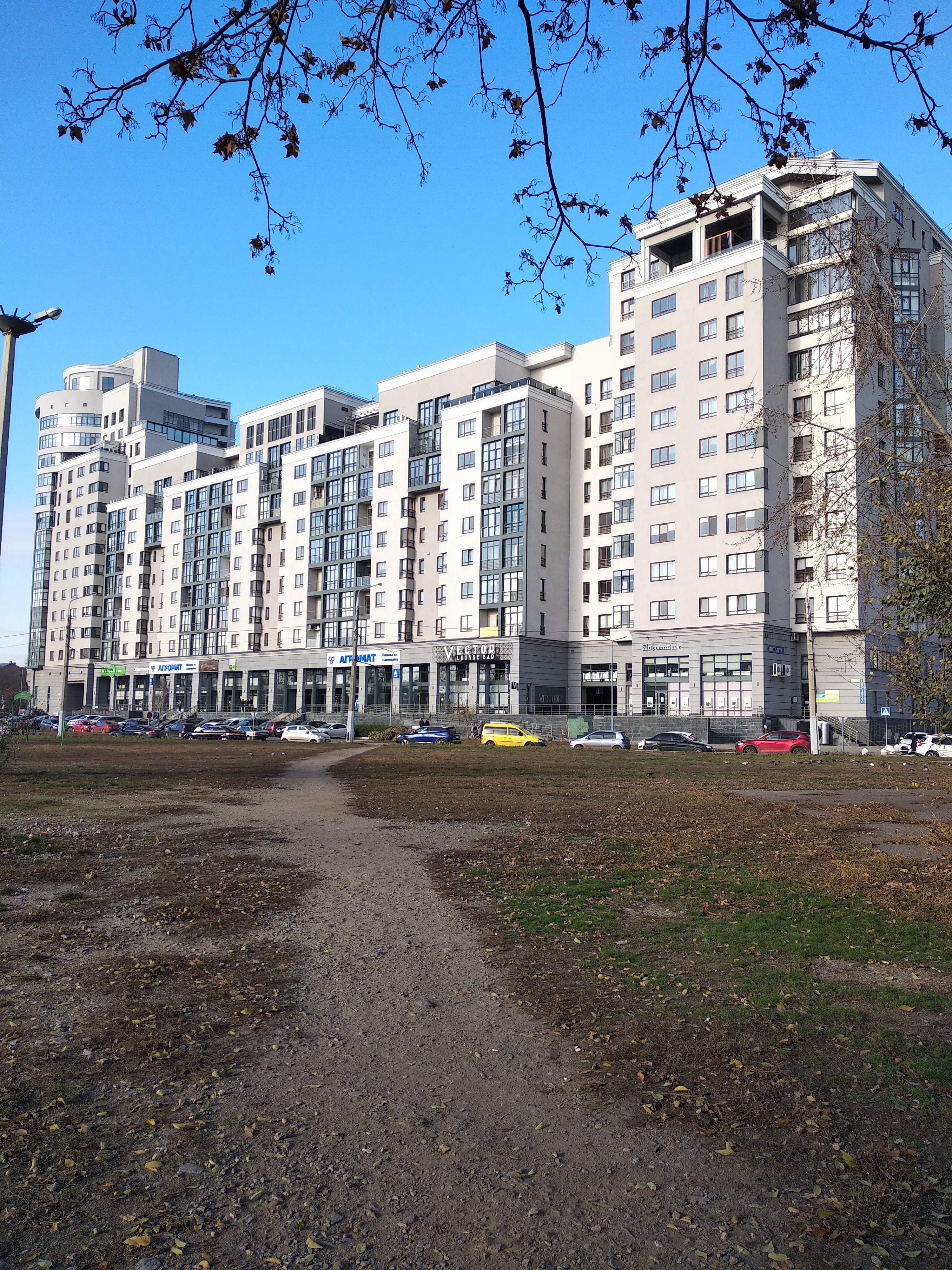
Провулок Банний, 1. Сучасна забудова Харківського подолу.
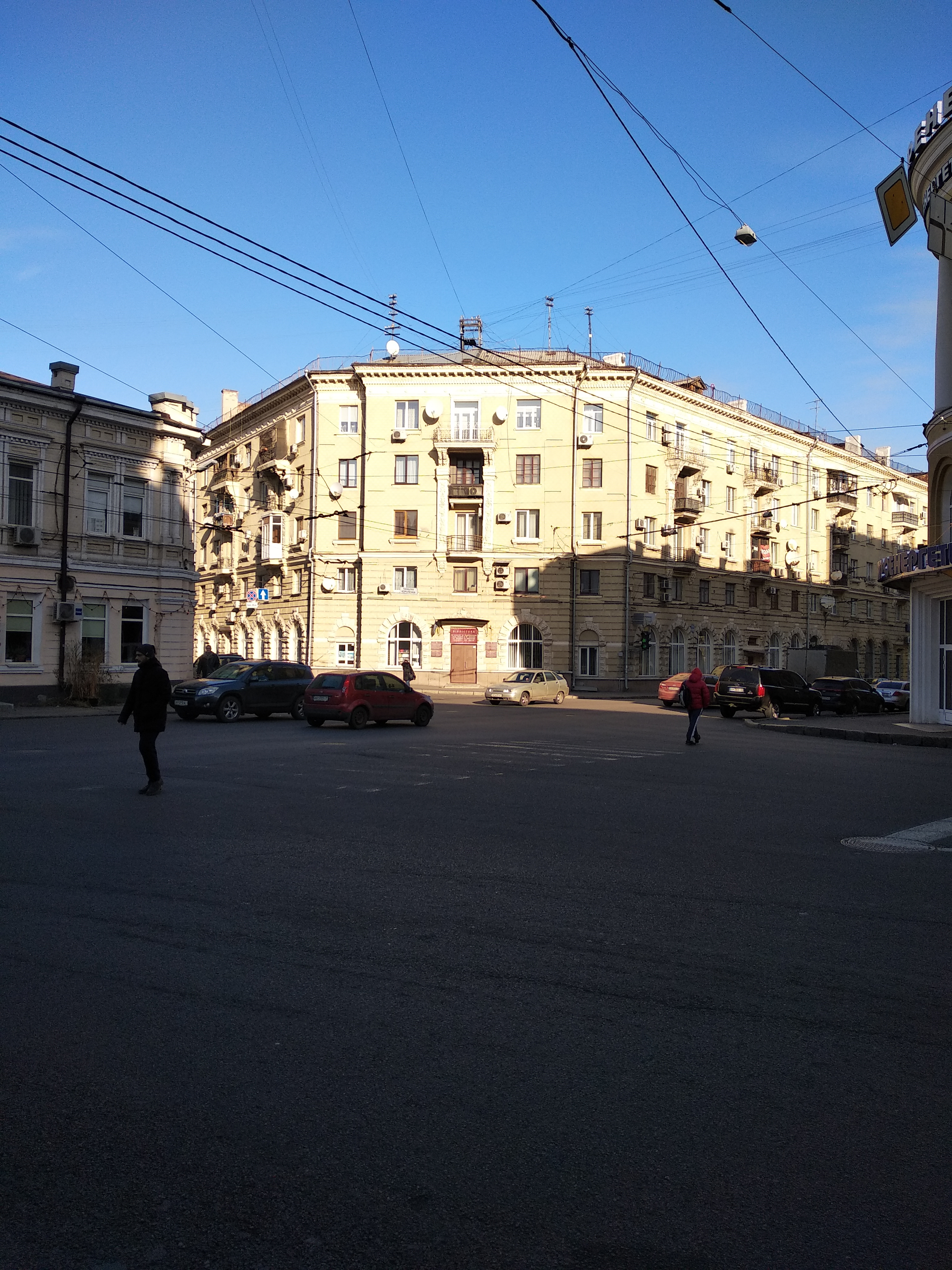
Вулиця Кооперативна 13. В цій будівлі знаходиться Харківська обласна універсальна наукова бібліотека
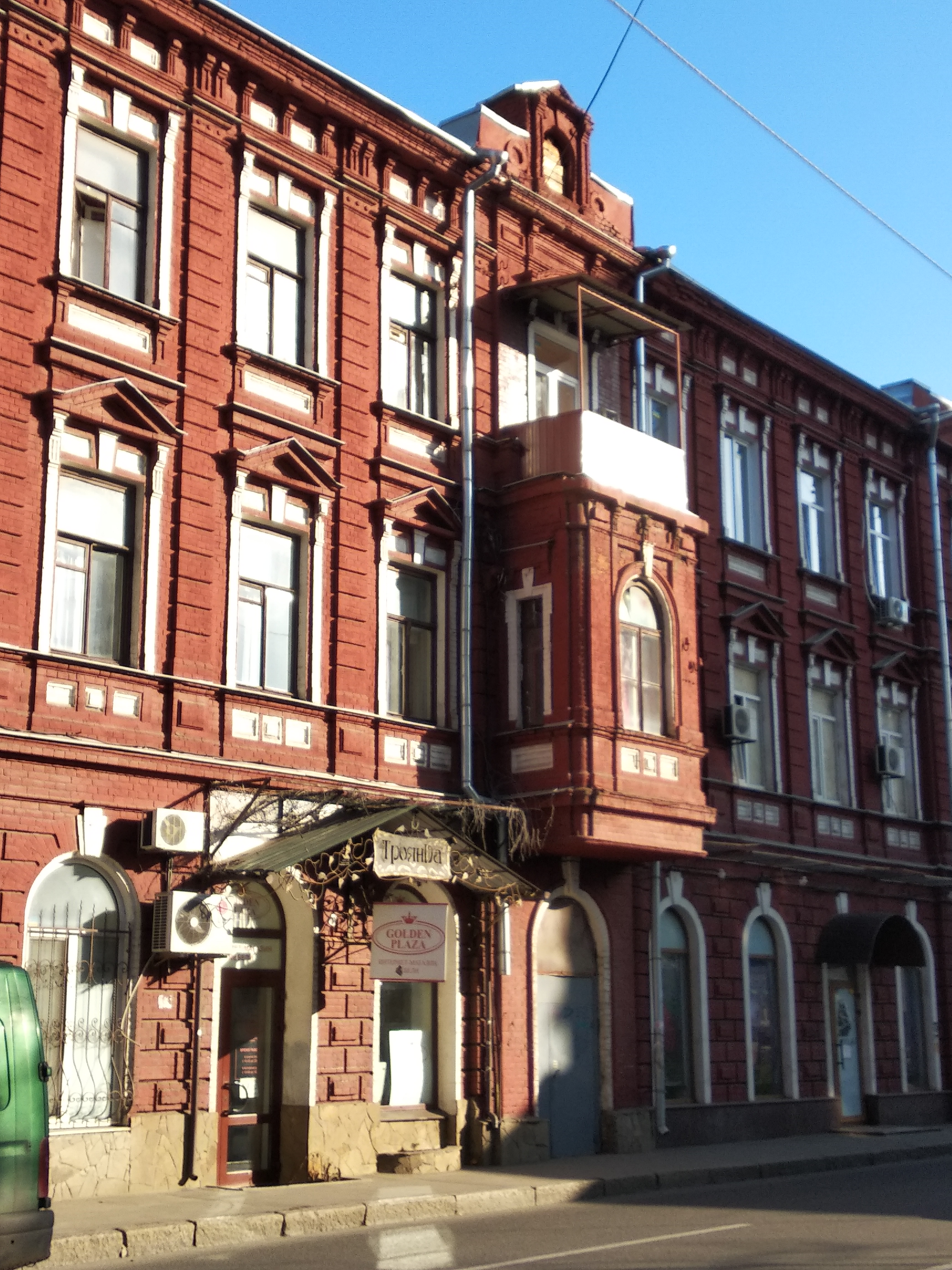
Будинок ХІХ століття. Провулок Подільський.